# Araceli Torres
Araceli Torres (* 23. Dezember 2000 in Guadalajara, Jalisco), auch bekannt unter dem Spitznamen Cheli bzw. Chelita, ist eine mexikanische Fußballspielerin auf der Position einer Verteidigerin.

## Leben
Angélica Araceli Torres kam zur Saison 2018/19 vom Stadtrivalen Leonas Negras zu Chivas Femenil, der Frauenfußballmannschaft des Club Deportivo Guadalajara, mit der sie in der Clausura 2022 die mexikanische Frauenfußballmeisterschaft und anschließend auch den Supercup der Saison 2021/22 gewann.

## Erfolge
- Mexikanische Frauenfußballmeisterin: Clausura 2022
- Campeón de Campeones: 2021/22